# Exposição Universal de 1935
Exposição Universal e Internacional de Bruxelas foi uma feira mundial que aconteceu em Heysel, próximo a Bruxelas, Bélgica, entre 27 de abril e 6 de novembro de 1935.

## História
Sancionada oficialmente pelo Bureau Internacional de Exposições, 25 países participaram da exposição e depois, mais cinco foram representados de maneira não-oficial. O tema era colonização, no aniversário de 50 anos de estabelecimento do Estado Livre do Congo.
A feira atraiu cerca de 20 milhões de visitantes. O arquiteto belga Joseph Van Neck foi o principal arquiteto da feira e do Palácio de Exposições em estilo Art Deco (também chamado Grand Palais) com seu interior de arcos parabólicos em concreto, além de quatro estátuas de heróis em bronze nos pieres.
Entre alguns que contribuíram, Le Corbusier desenhou parte da exibição francesa; o arquiteto modernista belga Victor Bourgeois desenhou o Grande Palace, o Restaurante Leopoldo II e o Pavilhão Soprocol. A exposição de arte belga mostrou trabalhos contemporâneos de artistas belgas como Paul Delvaux e René Magritte, tornando-os reconhecidos.
O Palais des Expositions, e pelo menos três outras estruturas foram reutilizadas para a Exposição Universal de 1958, que foi realizada no mesmo local.

## Galeria

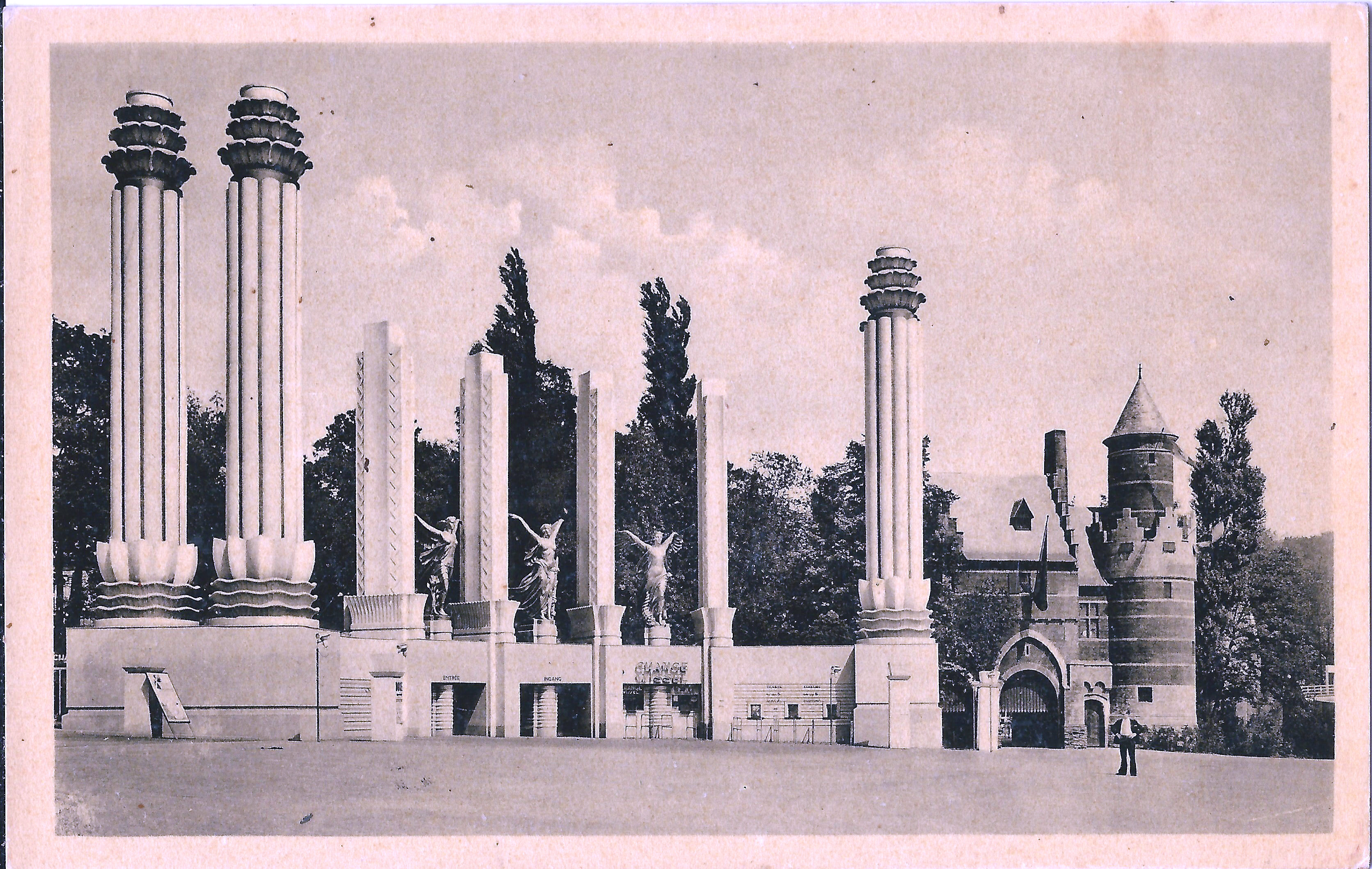
Entrada principal
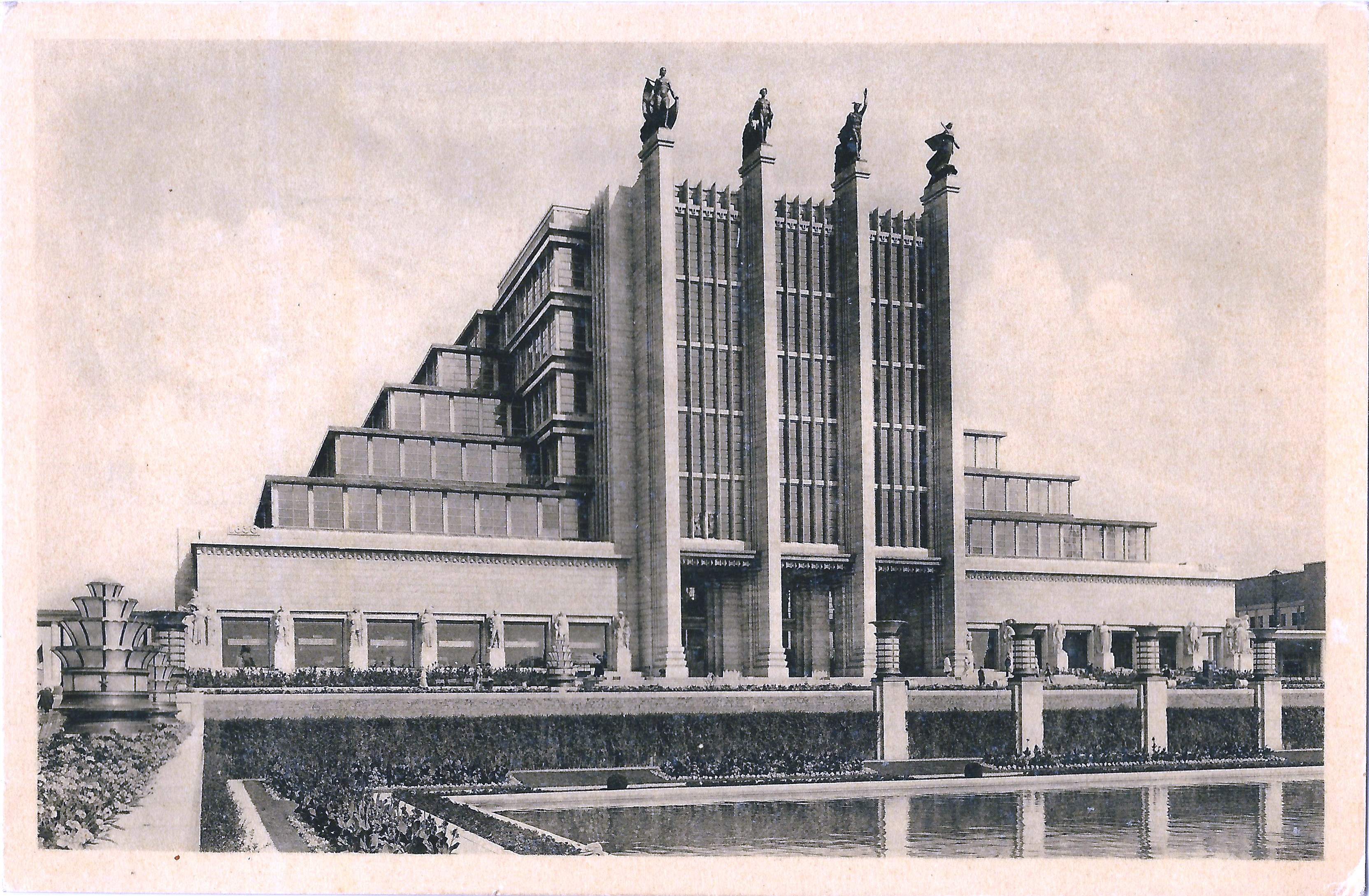
O Palais des Expositions
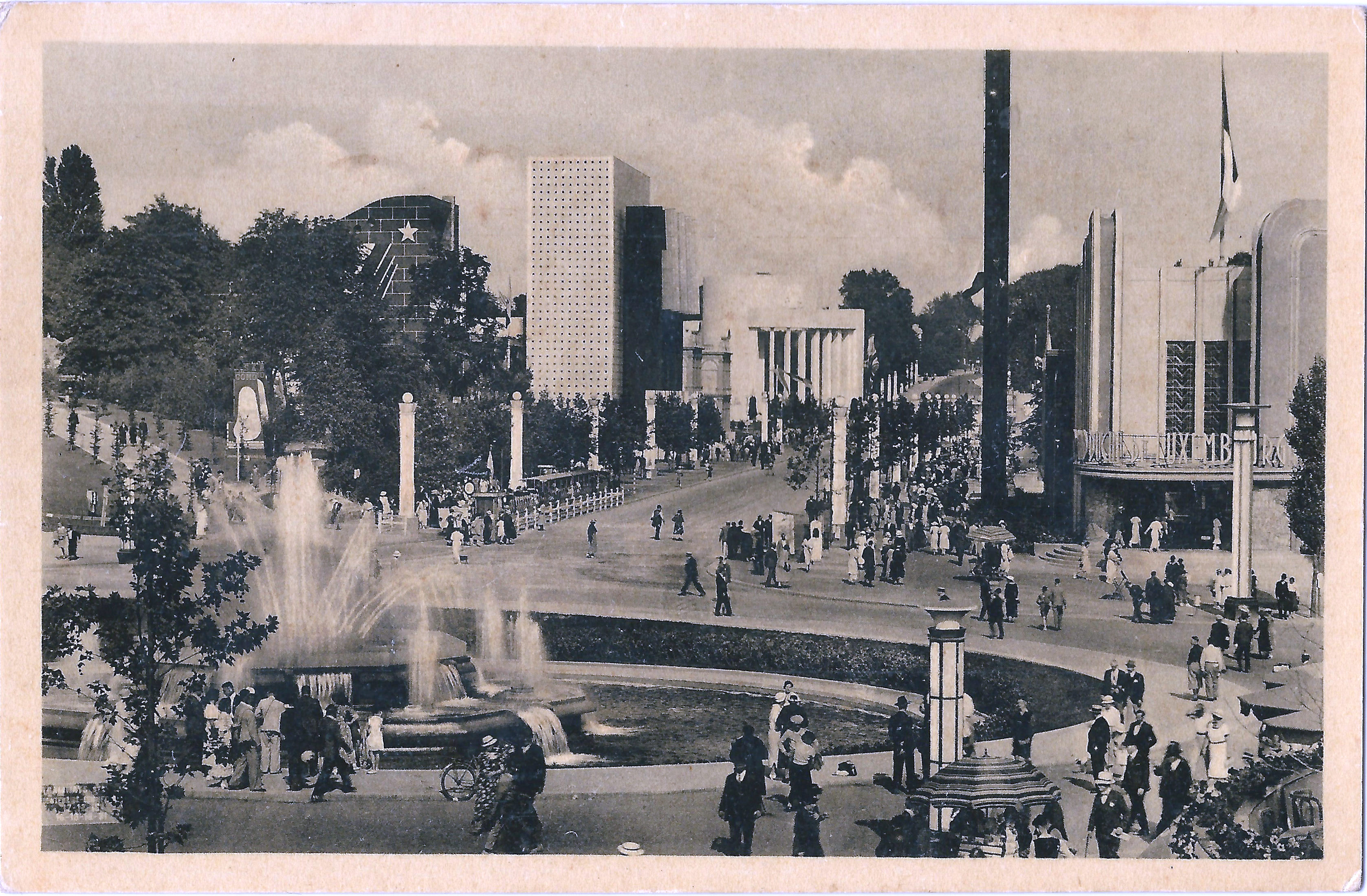
Vista geral
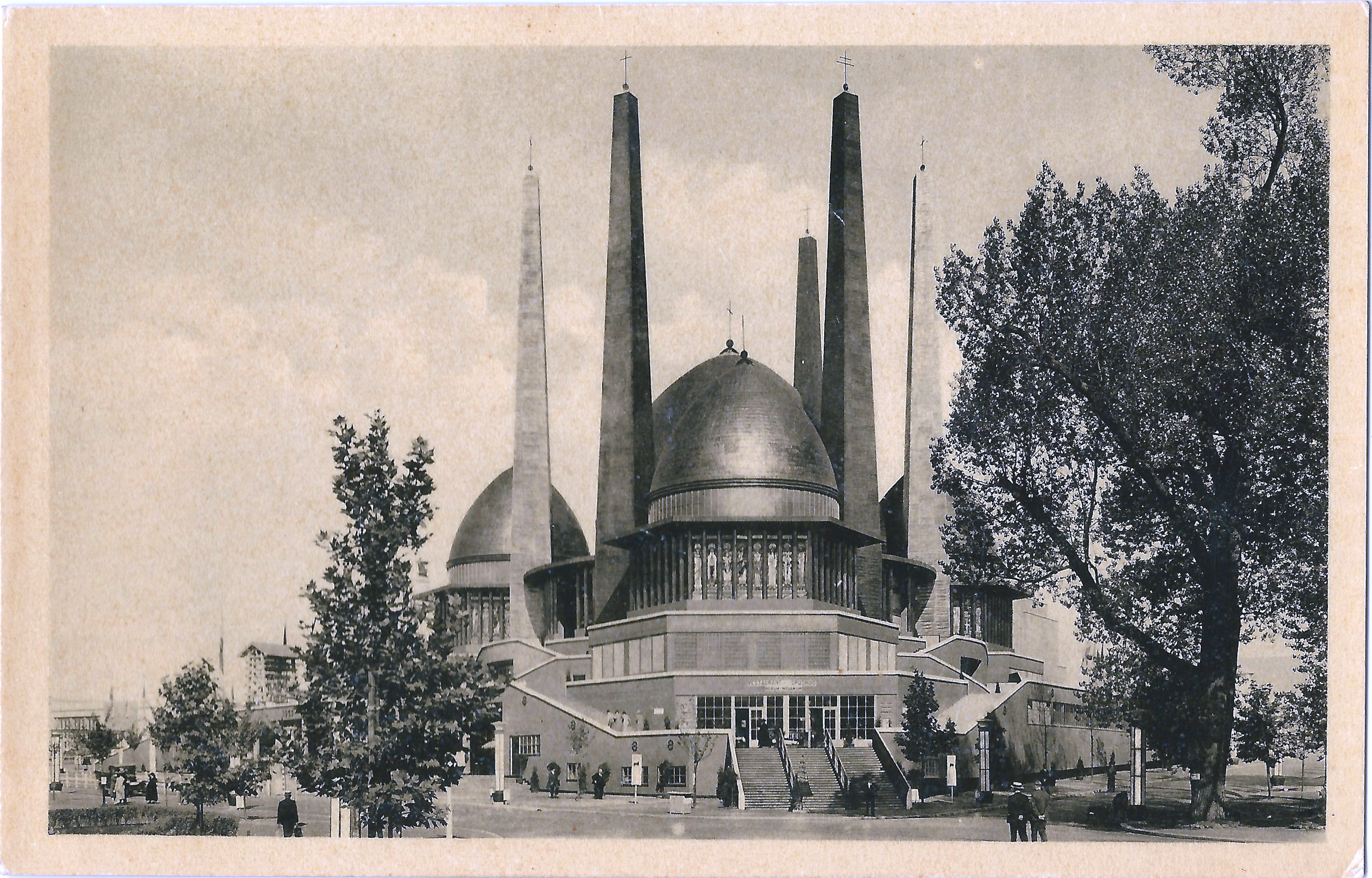
Pavilhão da "Vida Católica"